# Іжділень
Іжділень, Іжділені (рум. Ijdileni) — село у повіті Галац в Румунії. Входить до складу комуни Фрумушица.
Село розташоване на відстані 203 км на північний схід від Бухареста, 23 км на північ від Галаца.

## Населення
За даними перепису населення 2002 року у селі проживали 1173 особи, усі — румуни. Усі жителі села рідною мовою назвали румунську.